# 朱祥
朱祥（15世紀—15世紀），字應和，南直隸鳳陽府泗州盱眙縣人，明朝政治人物。

## 生平
朱祥是天順三年（1459年）己卯科應天鄉試舉人，成化年間授青州推官，陞陳州知州，勤明有為，仁慈撫民，修繕伏羲陵、孔子廟、官學，平均徭役、種植桑棗、防備水患，又給與人民耕牛、興建明化堤、里甲營、善政被稱為一時稱賢守，官至鈞州知州。

## 引用
1. 1 2  光緒《盱眙縣志稾·卷九·人物》：朱祥，舉人，成化中任青州推官，擢知陳州，勤明有為，仁慈撫下，興學校、捍水患，稱一時賢守。
2. ↑  光緒《盱眙縣志稾·卷八·貢舉》：明舉人……朱祥 天順己卯科，推官，擢鈞州
3. ↑  民國《淮陽縣志·卷三》：朱祥，字應和，江南盱眙人，舉於鄉，成化間以青州司理擢知陳州，祥敏於有為，仁慈撫下，修羲陵、葺孔廟、興庠序、平徭役、植桑棗、障水患，給民耕牛、築明化堤、建里甲營、施藥卹莩，善政表表，一時稱賢守云。